# Malatides Dániel
Kis-babóthi Malatides Dániel (1792 körül – 1862 után) orvosdoktor.

## Élete
1820. borhava (mint ő írja) 11-től 1824. borhava 11-ig Pozsonyban mint orvos 512 szemnyavalyást kezelt. 1840-től 1443-ig Pápán, 1853-tól Pesten volt gyakorlóorvos és delejező. 1851-ben Kolozsvárt járt. A Magyar Hírlap (1851. 579. szám) kóbor gyógyásznak hívja, kinek több kész munkájára vonatkozó előfizetési felhivását is említi. 1858-ban ismét Pesten az egyenlőségi hadosztály orvosának nevezi magát. 1860. január 1-jén Szentpétervárt kelt levelét közli a Győri Közlöny (1860. 21., 22. sz.). Azon év december 1-jén is távol volt, mert leánya Malatides Milka jelenti az ő nevében hitvese szül. Mayr Katalinnak Pesten történt halálát. 1862-ben, 70 éves korában már ismét Pesten írta egyik munkájának előszavát.
Cikkei a Regélőben (1840. Különféle nemzetek szépség iránti részletes fogalmaik, Nevezetes jelesség); az Orvosi Tárban (1846. Az imely vagyis a tengeri hajózás okozta iszonyatos nyavalyáról); a Pesti Divatlapban (1848. Az igaz kormány némely kellékei, Lelki szabadság, A státusadóság eltörlése, Hadsereg, Uzsora és egyedáruskodás korlátozása).

## Munkái
- De otalgie ejusque speciebus frequentius occurentibus. Viennae, 1820.
- Örömérzés, melyet ő exc. a nagymélt. erdődi és vöröskői gróf Pálffy Leopold a t. n. Pozsony vármegye örökös fő ispányi és regulta leghiresebb Pozsonyvári örökös kapitánysággal elegyes magyarországi zászlós uri hivatalokra nagymélt. korompai gróf Brunszwik József által történt felméltató ditszentje (?) alkalmával, tiszta szivéből érzett Pozsonyban, az 1822. év kisasszonyhavának 19. napján. (Pozsony.)
- Édes Gergely vagyis az erkölt diadalma, egy eredeti hősrege; négy cselvékben. Szerzette D. M. D. Uo. 1824.
- Az önszeplőzés és a faraszály, az érzékeny szülék, lelkes nevelők és a bizonyos veszélynek vaktába rohanó ifjúság intelmére. Pest, 1847.
- Egyenlőség, szabadság, testvériség, vagy melyik a legjobb kormány. Uo. 1848.
- Az értelmes jó gazda és a nemes takaros honnő naponti foglalkozásaik. Uo. 1851. és 1853. Három füzet.
- Az aranyér, vagyis az altest bántalmai és okszerű gyógyítása. Uo. 1862. (Ezen munkájának borítékán 26 kész munkáját sorolja fel, melyek kéziratban vannak, ilyenek: Diaetetika, Zsidó emanczipáczió, Hasonszenvi gyógyszerek, Romeo és Julia, Misó és Csicsó kalandjai, A gerjély és delejezés titkai sat.).

Kézirata a Magyar Nemzeti Múzeumi könyvtár kézirati osztályában: Rhaphsodia a kertészkedésből és szemorvoslást érdeklő észrevételek. Pozsony, 1824. 4-rét tizennégy levél.
Levelei Rumyhoz 1824-től 1831-ig összesen tizenegy darab a Magyar Tudományos Akadémia levéltárában.